# Rogéria
Rogéria (Cantagalo, 25 de mayo de 1943-Río de Janeiro, 4 de septiembre de 2017) fue una actriz, cantante, maquilladora y transformista brasileña. Inició su carrera artística como maquilladora de celebridades en la extinta TV Rio. Vivió durante cinco años en París, donde presentó varios espectáculos. Sabía cantar y hablar francés con fluidez. En 1979 recibió el Troféu Mambembe, por el espectáculo O Desembestado, que presentó junto a Grande Otelo.
En tono de broma, se definió como «la travesti de la familia brasileña».

## Biografía
Rogéria nació en Cantagalo, en el interior de Río de Janeiro, la misma ciudad que otra figura famosa - como ella misma declaró: «En Cantagalo nació el queer más grande de Brasil – en este caso, yo – y el macho más grande de Brasil, Euclides da Cunha». Desde pequeña fue consciente de su homosexualidad. Al no ser aceptada por su familia conservadora y tradicional, abandonó su hogar cuando era adolescente, comenzando a trabajar como transformista en clubs nocturnos y como maquilladora de celebridades. Antes de eso, consiguió trabajo como jueza en el auditorio de Rádio Nacional, particularmente en programas protagonizados por la cantante Emilinha Borba, de quien era fan incondicional.
Cuando ganó un concurso de disfraces en el carnaval de 1964, intentaron cambiarle el nombre de Astolfo, «que hacía demasiado la 'línea ejecutiva'», a Rogério, que hacía que el público gritara «Rogéria», inspirando su nombre artístico.

### Carrera artística
Rogéria comenzó su carrera como maquilladora en TV Rio y, como pasó tiempo con numerosos actores famosos, tuvo lo que describió como el equivalente a una estadía en el Actors Studio, donde la animaron a actuar. Su estreno tuvo lugar el 29 de mayo de 1964, en un famoso local gay de Copacabana, la Galería Alaska.
Figura frecuente del cine brasileño, también participó como jueza en varios programas de auditorio en las últimas décadas, desde Chacrinha hasta Gilberto Barros, y también Luciano Huck.
Rogéria fue la coreógrafa del comité frontal de la Escuela de Samba São Clemente, representando a María, la Loca, en una trama que trataba sobre los 200 años de la llegada de la familia real portuguesa a Brasil. Durante su paso, fue recibida calurosamente por el público.
En 2016, publicó su biografía Rogéria – Uma mulher e mais um pouco, de Márcio Paschoal.

### Teatro
Fueron muchas las incursiones de Rogéria en los escenarios de Brasil y del mundo. Fue estrella de Carlos Machado y en 1979 ganó el «Trofeo Mambembe» por una pieza que interpretó con Grande Otelo. En febrero de 1976 participó en un espectáculo llamado Alta Rotatividade, una comedia que protagonizó junto a la actriz Leila Cravo y los actores Agildo Ribeiro y Ary Fontoura.
En 2007 se estrenó el espectáculo 7 - O Musical, bajo la dirección de Charles Möeller y Cláudio Botelho. En el espectáculo actuó junto a Zezé Motta, Eliana Pittman, Alessandra Maestrini, Ida Gomes, Jarbas Homem de Mello y otros. El espectáculo se estrenó en São Paulo, en 2009.
Desde 2004, junto a la actriz Camille K, actuó en una obra con otras transformistas famosas en el Teatro Rival do Río, Divinas Divas, que estuvo en cartelera durante diez años. La producción inspiró un documental del mismo nombre dirigido por la actriz Leandra Leal.

### Fallecimiento
El 13 de julio de 2017, la actriz fue hospitalizada debido a una infección generalizada, permaneciendo durante dos semanas en una clínica de Laranjeiras, en el sur de Río. El 8 de agosto, Rogéria ingresó nuevamente en el Hospital Unimed Barra, Zona Oeste de Río, debido a una infección urinaria y el 25 de agosto fue trasladada de la Unidad de Cuidados Intensivos del hospital a la habitación. Sin embargo, su estado clínico empeoró tras una convulsión, seguida de un shock séptico que provocó su muerte el 4 de septiembre de 2017, a la edad de 74 años.

## Vida personal
Como transformista y por su carisma y buen humor, siempre fue aplaudida por el público, habiendo sido pionera en la televisión brasileña, abriendo puertas a los profesionales homosexuales. Ella optó por no someterse a una cirugía de reasignación sexual y tampoco cambió su nombre de nacimiento en sus documentos. Vivía sola en Río de Janeiro desde los años 60. Ocasionalmente era vista por los medios acompañada de hombres anónimos o famosos, pero por ser discreta no entabló ninguna relación seria.

## Filmografía[15]

### Televisión
| Año  | Programa                      | Personaje                           | Notas                                       |
| ---- | ----------------------------- | ----------------------------------- | ------------------------------------------- |
| 1982 | Cassino do Chacrinha          | Jurada                              |                                             |
| 1982 | Estúdio A...Gildo             | Cantante                            |                                             |
| 1983 | Batalha dos Astros            | Jurada                              |                                             |
| 1986 | Viva a Noite                  | Reportera                           |                                             |
| 1989 | Tieta                         | Ninete Burtini / Valdemar Pinto     |                                             |
| 1997 | Sai de Baixo                  | Brigitte                            | Episodio: «Adivinha Quem Vem Para Jantar»   |
| 1999 | Você Decide                   |                                     | Episodio: «Mulher 2000»                     |
| 2000 | Zorra Total                   | Ella misma                          | Quadro: «Rosto a Rosto com Alberto Roberto» |
| 2000 | Ô Coitado                     | Ella misma                          | Episodio: «Guerra dos Sexos»                |
| 2000 | Brava Gente                   | Sissi                               |                                             |
| 2001 | Brava Gente                   | Sissi                               | Episodio: «O Enterro da Cafetina»           |
| 2002 | Desejos de Mulher             | Regina                              |                                             |
| 2002 | A Grande Família              | Ella misma                          | Episodio: «Ô Velho Gostoso»                 |
| 2006 | Cilada                        | Marilene                            | Episodio: «Carnaval»                        |
| 2007 | Paraíso Tropical              | Carolina da Silva                   |                                             |
| 2007 | Toma Lá, Dá Cá                | Tia Dolly                           | Episodio: «Dolly Pancada Seca»              |
| 2008 | Duas Caras                    | Astolfo Barroso                     |                                             |
| 2008 | Dicas de um Sedutor           | Lulu                                | Episodio: «Amor não Tem Idade»              |
| 2009 | A Praça É Nossa               | Ella misma                          |                                             |
| 2010 | Os Caras de Pau               | Dom Astolfo                         | Episodio: «Dia dos Pais»                    |
| 2011 | Amor & Sexo                   | Ella misma                          | Episodio: «14 de julho»                     |
| 2012 | Malhação: Intensa como a Vida | Carmem Rios / Rômulo Rios           |                                             |
| 2012 | Preliminares                  | Apresentadora                       |                                             |
| 2013 | Lado a lado                   | Alzira Celeste                      | Episodios: «15-23 de fevereiro»             |
| 2013 | Com Frescura                  | Apresentadora                       |                                             |
| 2013 | Divertics                     | Ella misma                          | Episodio: «15 de dezembro»                  |
| 2015 | Babilônia                     | Úrsula Andressa / Oswaldo Alvarenga |                                             |
| 2015 | Tá no Ar: a TV na TV          | Ella misma                          | Episodio: «26 de março»                     |
| 2016 | Tá no Ar: a TV na TV          | Ella misma                          | Episodio: «23 de fevereiro»                 |
| 2017 | Bastidores do Carnaval        | Comentarista                        | Programa especial de RedeTV!                |

### Cine
| Año  | Título                                | Personaje      | Notas                  | Ref.   |
| ---- | ------------------------------------- | -------------- | ---------------------- | ------ |
| 1968 | Enfim Sós... Com o Outro              | Glorinha       |                        |        |
| 1968 | O Homem que Comprou o Mundo           |                |                        |        |
| 1975 | O Sexualista                          | Cândida Arruda |                        |        |
| 1978 | O Gigante da América                  |                |                        |        |
| 1979 | Gugu, o Bom de Cama                   | Ella misma     |                        |        |
| 1991 | A Maldição do Sanpaku                 | Loura          |                        |        |
| 1994 | A Causa Secreta                       |                | Participación especial | [ 21 ] |
| 1999 | Hi Fi                                 |                | Cortometraje           |        |
| 2000 | Vestido Dourado                       |                |                        |        |
| 2001 | Copacabana                            | Rogéria        |                        |        |
| 2016 | Divinas Divas                         | Ella misma     |                        | [ 22 ] |
| 2018 | Rogéria, Senhor Astolfo Barroso Pinto |                |                        |        |